# 塞巴赫
塞巴赫（德語：Seebach，發音：[ˈzeːˌbax]）是德国图林根州瓦尔特堡县的市镇，总面积3.62平方千米，2023年12月31日总人口为1,719人。